# Literatura etíop

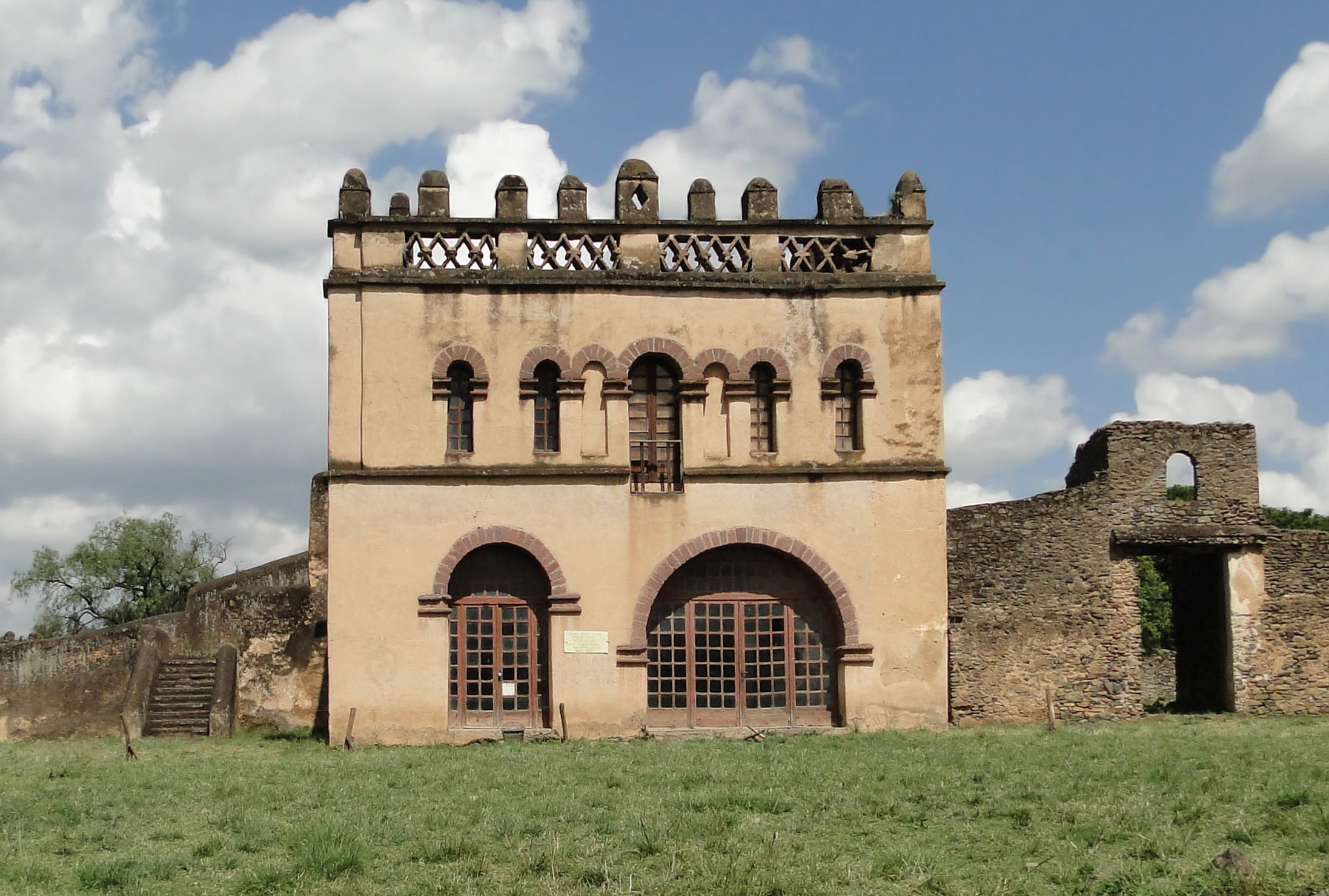
Biblioteca de Joan I al Fasil Ghebbi de Gondar

A conseqüència de l'existència del sistema d'escriptura gueez, Etiòpia té una llarguíssima tradició literària que es remunta als temps del Regne d'Axum. La literatura antiga, dominada per l'ensenyament religiós, és fonamentalment moral en el seu contingut. Els gèneres dominants de la literatura etíop antiga són les cròniques, les hagiografies, els himnes, els sermons i les llegendes. El mitjà d'expressió literari era el gueez, llengua litúrgica de l'Església. La literatura etíop té una forta influència de la religió cristiana ortodoxa. Tanmateix, s'hi desenvolupà una literatura musulmana al segle xvi. Pel que fa als jueus d'Etiòpia (falaixes), tenen alguns llibres específics, com ara la Te'ezaza Sanbat (‘Ordenança del sàbat).